# Alireza Zakani
Alireza Zakani (Shahr-e Rey, 3 marzo 1966) è un politico iraniano sindaco di Teheran dal 2021 e assistente del presidente dell'Iran dal 2023.
È stato membro del Parlamento iraniano dal 2004 al 2016 e anche dal 2020 al 2021.
Ha annunciato le candidature alle presidenziali nel 2013 e nel 2017, ma entrambe le volte è stato ritenuto incandidabile dal Consiglio dei Guardiani. Si è ricandidato alle elezioni presidenziali del 2021, ma si è ritirato a favore di Ebrahim Raisi; è stato anche candidato nel 2024, per poi ritirarsi in favore degli altri candidati conservatori.